# Harrträsket, Lappland

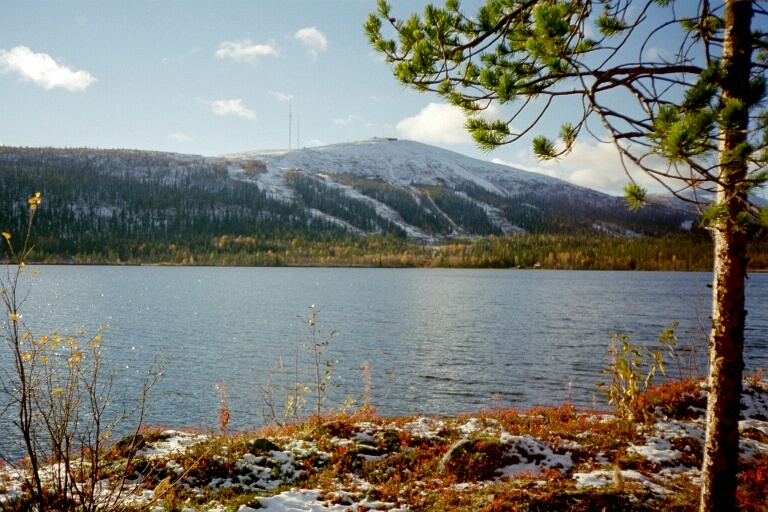
Dundret sett från Harrträsket.

Harrträsket är en sjö i Gällivare kommun i Lappland och ingår i Kalixälvens huvudavrinningsområde. Sjön har en area på 1,77 kvadratkilometer och ligger 395 meter över havet. Harrträsket ligger i Torne och Kalix älvsystem Natura 2000-område. Sjön avvattnas av vattendraget Harrträskbäcken.

## Delavrinningsområde
Harrträsket ingår i det delavrinningsområde (745271-170907) som SMHI kallar för Utloppet av Harrträsket. Medelhöjden är 566 meter över havet och ytan är 13,75 kvadratkilometer. Det finns inga avrinningsområden uppströms utan avrinningsområdet är högsta punkten. Harrträskbäcken som avvattnar avrinningsområdet har biflödesordning 5, vilket innebär att vattnet flödar genom totalt 5 vattendrag innan det når havet efter 233 kilometer. Avrinningsområdet består mestadels av skog (42 procent) och kalfjäll (43 procent). Avrinningsområdet har 1,77 kvadratkilometer vattenytor vilket ger det en sjöprocent på 12,9 procent.